# 通学帽

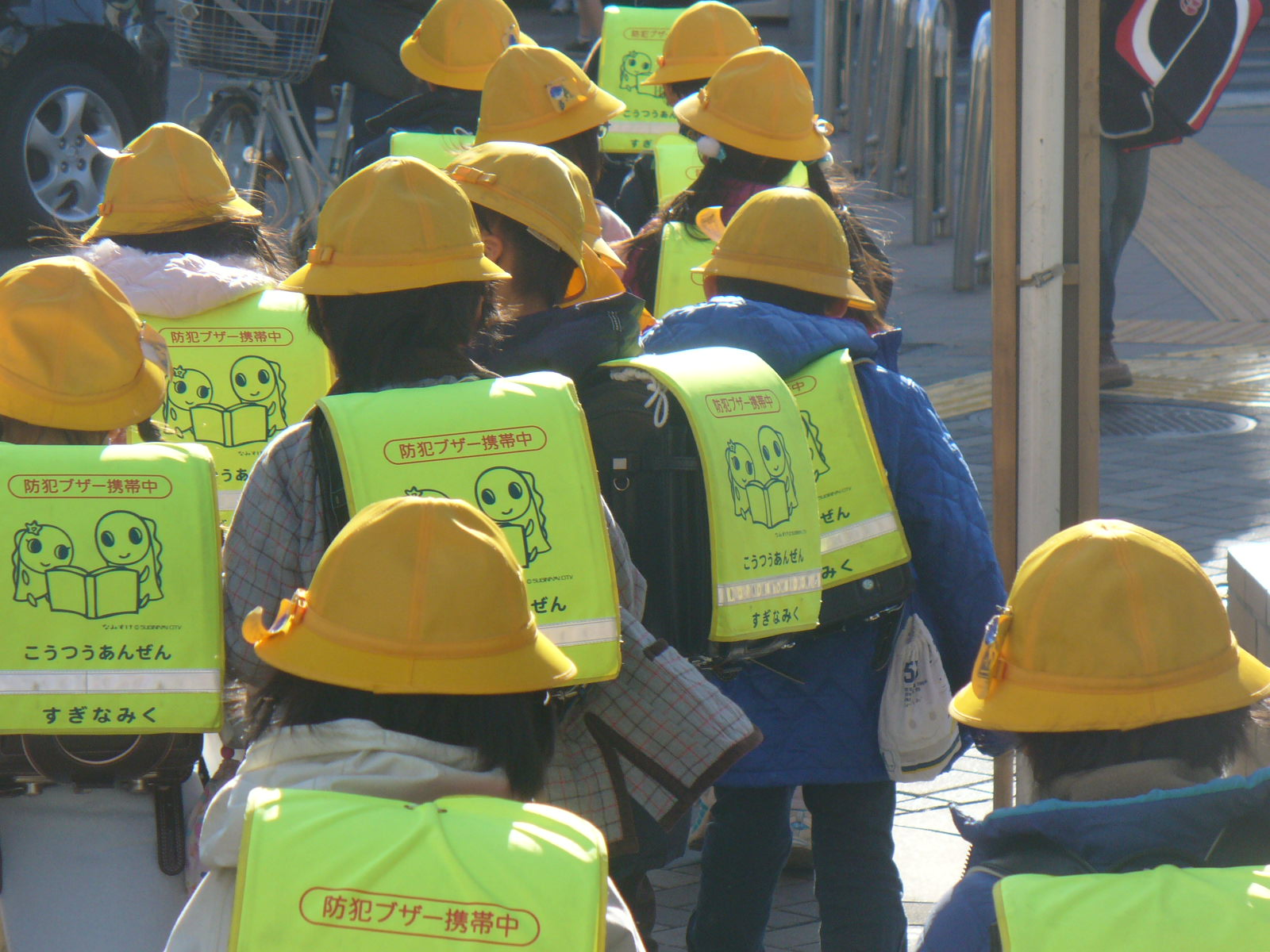
黄色の通学帽を被って登下校する児童ら

通学帽（つうがくぼう）とは、児童や生徒、学生が学校に通学する際に着用する帽子のこと。通学時の黄色い帽子は、1960年(昭和35年)4月に和歌山県警察本部の和歌山西警察署の交通課の坂下敏郎警部補が、西部劇映画のカウボーイの帽子をヒントに思いつき、和歌山市教育委員会や父母らの協力によって、かぶられるようになったもの。坂下警部補は、黄色い帽子の考案を含む交通安全の向上発展の功績によって、1962年(昭和37年)7月1日の「国民安全の日」に、当時の池田勇人 総理大臣から表彰された。これは和歌山県警交通センターに資料展示室にが設けられている。
この展示室は、1990年治安維持に尽くした県警関係者の功績を後世に伝えるため、和歌山市市木ノ本の県警察学校に設けられていたが、県民にも関心を持ってもらおうと2023年4月に交通センターに移転した。展示室は、黄色い帽子だけでなく、かつて使用されていた手錠やサーベル、明治時代の偽造紙幣なども展示されている。

## 小学校
- 交通事故の防止、学年の識別、熱中症の予防などが目的である。
- 交通事故防止の目的では一般に交通安全色とされる黄色い帽子を使用する。
  - 黄色いランドセルカバーと同様、登下校に不慣れな1年生にのみ黄色い帽子を着用させ、2年生以上は紺色やえんじ色などの別の帽子を着用させる場合もあるが、黄色い帽子を被っていることで1年生であることがわかるため、誘拐や性犯罪などに遭う危険性が高まるとして、他の学年と同様の対応に置き換える学校もある。
- 学年別に色を変えて学年の識別をする場合もある。
  - 学年と色の関係を固定すると毎年別の色の帽子に買い替えなくてはならないため、進級しても同じ色の帽子を使い続け、新1年生には前年の6年生が使用していた色を使わせて6年間で一巡させる、などの対応をする場合がある。
- 漫画ちびまる子ちゃんで男女の帽子の形状が異なるように、男子は野球帽型、女子はお釜帽もしくはチューリップハットと呼ばれる形状の帽子を使用する学校、男子は紺、女子はえんじ色、のように色を分ける学校、男女とも同じ帽子を使用する学校などさまざまである。男女を区別していた学校でも、児童自身の性同一性に対する配慮から、一律に男女の区別をなくす学校もある。
- 交通戦争と呼ばれた高度経済成長期から平成の初期にかけては、自動車の通行量に対して安全な歩道の整備が追い付いていないという理由で、徒歩通学時でもヘルメットを着用させる学校が、静岡県や佐賀県などに存在した。はなわの曲「佐賀県」はそれを揶揄したものであるが、同じ歌に歌われている牛丼の「吉田屋」がネタであり後に自ら開業していることなどから、歌が公開された2003年時点においてなお佐賀県でヘルメットを被らせている学校が本当にあったのかどうかは不明である。
- 1990年代半ば以降は、学校が着用義務付けを廃止する傾向がある。
- 私立や国立を中心とする制服校では、いわゆる学生帽スタイルの制帽やベレー帽などを採用している学校も存在する。
- 日光市では旧今市市編入前から市内全ての公立小学校で女子児童に通学用のベレー帽を採用している。
- 通学帽を採用していない小学校は、体育の授業などで使用される紅白帽を代用している場合もある。理由は黄色の通学帽とほぼ同じ理由である。紅白帽を採用している小学校は、紅が通学用で白が体育授業用と使い分けている場合が多い。

## 中学校・高等学校
昭和30年代までの中高生男子の髪型は丸刈りが基本であり、通学時のみならず日常的にも学生帽を着用することが多かった。しかし1960年代の学生運動以降は多くの学校で長髪が解禁され、高等学校ではごく一部を除いて制帽の着用義務は廃止された。中学校においても丸刈り強制の校則は順次廃止され、またブレザーに制服を改める学校が増えたこともあって、2000年代には学生帽を着用する生徒はほとんどみられなくなった。ただし、一部の私立女子校などではブリムハットやベレー帽を制帽に制定している学校があり、式典や行事などでは着用が義務付けられている。

## 大学
高度経済成長以前は学生服着用が一般的であり、角帽など大学生特有の帽子が佩用されたが、現在は体育会系、応援団の学生にしか見られない。